# Poggenpohl

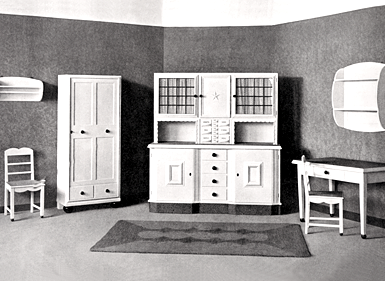
Un modelo de cocina Poggenpohl del año 1892.

Poggenpohl Möbelwerke, GmbH es una empresa histórica alemana especializada en el diseño de mobiliario de cocina con sede en Herford, Renania del Norte-Westfalia. La empresa, con más de 110 años de historia, es una de las firmas más antiguas del mundo presente en más de 70 países.

## Historia
En 1892, el Friedemir Poggenpohl estableció su empresa de carpintería en la localidad alemana de Bielefeld, dedicándose a la innovación ergonómica de los muebles, especialmente, en el ámbito de la cocina. Cinco años más tarde, la empresa se trasladó a la vecina ciudad de Herford, donde permaneció allí hasta el día de hoy como sede principal de la firma.
En 1923, simultáneamente con el fabricante americano de mobiliario de cocina Kitchen Maid, Poggenpohl presentó una proyecto de armario versátil y cómodo llamado "Ideal", siendo uno de los precursores de la "era del armario esmerado". La compañía continuó creando nuevos productos y técnicas; en 1928, introdujo una innovadora reforma de la cocina, y en 1930, creó la "técnica del pulido diez capas de laca".
En 1935, el banquero Walter Ludewig se unió a la compañía que posteriormente dirigió desde 1940 hasta 1987, siendo reconocido como uno de los "padres de la cocina moderna" por sus innovaciones respecto la producción industrial en masa de cocinas.
Poggenpohl inicialmente únicamente producida para el mercado nacional y no fue hasta finales de 1950 cuando empezó a exportar a los países vecinos.
Cuando Walter Ludewig se retiró de la empresa a la edad de 77 años, la vendió a una firma sueca. Desde el año 2000, Poggenpohl forma parte de la empresa de cocina Nobia, aunque la producción de muebles de cocina se sigue realizando exclusivamente en Herford.
En la Feria del Mueble de Colonia de 2008, Poggenpohl presentó la primera cocina creada con Porsche Design Group, dando como fruto el set P'7340. Una cocina que fue galardonada con el "IF Gold Award 2008", uno de los premios más prestigiosos a nivel mundial del sector.